# Capela da Nossa Senhora da Glória
Die Capela da Nossa Senhora da Glória (Kapelle der Glorreichen Gottesmutter), ein kleines Kirchenbauwerk, befindet sich in der Gemeinde Campanário im Landkreis Ribeira Brava auf der Insel Madeira.
Sie ist ein Bauwerk des Festungsbaumeisters Jerónimo Jorge (um 1570–1617) vor Ende des 16. Jahrhunderts. Die Kapelle wurde Anfang des 17. Jahrhunderts vom Edelmann Henrique Bettencourt Vasconcelos erbaut. Die Kapelle, die sich alleinstehend auf einer Klippe befindet, folgt einem manieristischen Modell, das von Jerónimo Jorge und später von seinem Sohn Bartolomeu João Jorge in einem einfachen, dem Ort angepassten Stil entworfen wurde. Das Altarbild stammt wahrscheinlich aus der Zeit um 1620.
1823 wurde sie unter dem Majorat von Luís Correia verwaltet. Um 1920 wurde sie von der Besitzerin des Areals, der dritten Gräfin von Torre Bela, das ist Viscondessa  Filomena Gabriela Correia Brandão Henriques de Noronha (1839–1925), restauriert.
Das Fest der Schutzheiligen findet jedes Jahr statt und wird normalerweise am letzten Augustwochenende gefeiert.